# Nachrichtendienste Italiens
Durch das Gesetz über die Reform der Nachrichtendienste Italiens vom 3. August 2007 (124/2007) wurde die italienische intelligence community nach langer Diskussion auch unter rechtlichen und formalen Gesichtspunkten den Bedrohungsszenarien angepasst, die sich nach dem Ende des Kalten Krieges entwickelt haben. Der Ministerpräsident ist politisch für die Dienste verantwortlich und legt in Zusammenarbeit mit einem interministeriellen Steuerungskomitee (CISR, Comitato Interministeriale per la Sicurezza della Repubblica) die operativen Prioritäten der Dienste fest.
Das ihm unterstellte
- Dipartimento delle Informazioni per la Sicurezza (DIS)

koordiniert die Arbeit der beiden Dienste:
- Agenzia Informazioni e Sicurezza Esterna (AISE) (Auslandsnachrichtendienst)
- Agenzia Informazioni e Sicurezza Interna (AISI) (Inlandsnachrichtendienst).

Daneben gibt es noch den beim Generalstab angesiedelten militärischen Fachdienst (J2)
- Centro Intelligence Interforze.

## Geschichte

### Militärische Nachrichtendienste
Eine erste nachrichtendienstliche Stelle wurde in Italien von 1863 bis 1866 und dann wieder ab 1900 beim Heeresgeneralstab unter der Bezeichnung Ufficio Informazioni (dt. „Nachrichtenbüro“) eingerichtet. Aus dieser Dienststelle ging 1927 der Servizio Informazioni Militare hervor, der nicht nur Heeresnachrichtendienst (G2) war, sondern auch für die militärische Gesamtlage (J2) zuständig war. Daneben wurden bei Marine und Luftwaffe ebenfalls nachrichtendienstliche Stellen eingerichtet (G2/A2). Nach dem Sturz Mussolinis kam der SIM bis zu seiner offiziellen Auflösung Ende 1945 vorübergehend unter direkte amerikanische Kontrolle. Bis 1949 waren etliche ehemalige SIM-Mitarbeiter für US-Dienste tätig. Im Jahr 1949 gründete man den militärischen Nachrichtendienst Servizio Informazioni Forze Armate (SIFAR) und im Bereich der Teilstreitkräfte Fachnachrichtendienste (G2/A2) unter der Bezeichnung 
SIOS. Den SIFAR benannte man im Jahr 1965 in Servizio Informazioni Difesa (SID) um, aus dem 1977 im Zug einer umfassenden Reform der Nachrichtendienste der SISMI hervorging. Die drei SIOS-Dienste der Teilstreitkräfte legte man 1997 zum Centro Intelligence Interforze zusammen, das dem Generalstab der Streitkräfte untersteht.
Mit dem im Sommer 2007 verabschiedeten Gesetz über die Reform der Nachrichtendienste übernahm die neue Agenzia Informazioni e Sicurezza Esterna (AISE) die Aufgaben des SISMI. Dadurch wurde der Auslandsnachrichtendienst demilitarisiert. Die nachrichtlichendienstlichen Bedürfnisse der Streitkräfte werden sowohl durch die zivile AISE als auch durch das weiterhin bestehende Centro Intelligence Interforze abgedeckt.

### Zivile Nachrichtendienste
Einen umfassenden Überblick über die Geschichte der zivilen italienischen Nachrichtendienste seit 1878 gibt der Artikel über den Servizio Informazioni Generali e Sicurezza Interna.

## Parlamentarische Kontrolle
Seit 1978 werden die italienischen Nachrichtendienste vom Parlament kontrolliert. Das zuständige Kontrollgremium trägt die Bezeichnung Comitato parlamentare per la sicurezza della Repubblica (Abk. Copasir; dt. „Parlamentarische Komitee für die Sicherheit der Republik“) und besteht aus fünf Abgeordneten und fünf Senatoren, die denselben Geheimhaltungsauflagen wie hauptamtliche Nachrichtendienstmitarbeiter unterliegen.
Von 1978 bis 2007 trug dieses Organ die Bezeichnung Comitato parlamentare di controllo per i servizi di informazione e di sicurezza e per il segreto di stato (Abk. Copaco; dt. „Parlamentarisches Kontrollkomitee für die Nachrichten- und Sicherheitsdienste und für Staatsgeheimnisse“).

## Reform der Nachrichtendienste
Im August 2007 verabschiedete das italienische Parlament ein Reformpaket, welches von Abgeordneten und Senatoren der Koalition und der Opposition gemeinsam erarbeitet wurde. An Stelle des militärischen SISMI und des zivilen SISDE errichtete man den zivilen Auslandsnachrichtendienst AISE und den Inlandsnachrichtendienst AISI. Der militärische Nachrichtendienst des Generalstabs (Centro Intelligence Interforze) besteht unverändert weiter. Die Koordinierungsaufgaben des bisherigen CESIS übernimmt die wiederum beim Amt des Ministerpräsidenten angesiedelte Nachrichtendienstabteilung DIS.
Das Reformgesetz sieht unter anderem eine maximale zeitliche Begrenzung der Staatsgeheimnisse von 30 Jahren vor (bisher unbegrenzt), eine klare Regelung beim Umgang mit staatsanwaltlichen Untersuchungen bei dienstlich bedingten Gesetzesverstößen von Agenten, eine Neuordnung des Datenschutzes bei der nachrichtendienstlichen Arbeit, eine finanzielle Überprüfung der Dienste durch eine besondere Stelle beim Rechnungshof, eine klare Aufgabenverteilung (Ausland/Inland - sicurezza esterna/interna) der beiden Nachrichtendienste AISE und AISI, eine Stärkung des Koordinierungsorganes DIS, sowie mehr Kompetenzen für die parlamentarische Kontrollkommission.
Die beiden zivilen Nachrichtendienste unterstehen dem Ministerpräsidenten bzw. einem von ihm beauftragten Minister ohne Portefeuille oder Staatssekretär. Sie sind jedoch in bestimmten Bereichen auch an Weisungen und Aufträge verschiedener Ministerien gebunden, insbesondere an die des Außen-, Innen- und Verteidigungsministeriums.
Ausgewählten Mitarbeitern der Nachrichtendienste ist es in besonderen und begründeten Einzelfällen gestattet, Straftaten zu verüben. Ausgenommen hiervor sind Taten, die gegen die persönliche Würde und Freiheit und die körperliche Unversehrtheit von Menschen gerichtet sind. Daneben sieht das Gesetz noch eine Reihe weiterer Einschränkungen vor. Straftaten können nur verübt werden, wenn eine schriftlich begründete Genehmigung des Ministerpräsidenten oder seines Delegierten vorliegt. Für nachträgliche Genehmigungen gibt es strenge Regelungen. Staatsanwaltschaftliche Ermittlungen können in diesem Zusammenhang gestoppt werden.
Im Dezember 2015 trat ein Gesetz in Kraft, das es dem Ministerpräsidenten nach Anhörung des parlamentarischen Kontrollgremiums erlaubt, im Rahmen von nachrichtendienstlichen Operationen den Einsatz militärischer Spezialkräfte anzuordnen, wenn eine Krise im Ausland die nationale Sicherheit Italiens beeinträchtigt oder wenn der Schutz italienischer Staatsbürger im Ausland nicht anders gewährleistet werden kann.